# Марк Віпсаній Агріппа
Марк Віпсаній Агріппа (лат. Marcus Vipsanius Agrippa, близько 63 — 12 до н. е.) — полководець, політичний і державний діяч Стародавнього Риму, консул 37, 28, 27 до н. е., письменник і архітектор.

## Життєпис

### Участь у громадянській війні
Походив з плебейського роду Віпсаніїв, які були італіками або римо-ілліриками. Був найближчим другом  Октавіана, згодом імператора Августа, виховувався разом з ним. У 46 до н. е. скористався його допомогою для порятунку свого брата, який воював на боці Марка Порція Катона Молодшого.
Наприкінці 45 до н. е. супроводжував Гая Октавіана до Аполлонії, звідки вони повинні були вирушити на парфянську війну.
У березні 44 до н. е. після звістки про вбивство Гая Цезаря Агріппа переконував Октавіана вдатися до захисту і допомоги легіонів, які знаходилися в Епірі, проте той відмовився і повернувся до Італії без війська.
У 43 до н. е. Марка Віпсанія обрано народним трибуном замість Гая Сервілія Каски, одного з вбивць Цезаря. Виступав обвинувачем Гая Кассія в ході заочного суду над ним за вбивство Цезаря. Тоді ж увійшов до колегії квіндецімвірів священнодійств.
У 42 до н. е. разом з Октавіаном брав участь у війні проти республіканців, відзначився у битві при Філіппах.
У 41 до н. е. як легат командував армією, яка наступала на Луція Антонія з півдня, потім спільно з Октавіаном і Сальвідіеном облягав його в Перузії. Після поразки Луція Антонія переконав перейти на сторону Октавіана два легіони Мунація Планка, прихильника Антонія.
У 40 до н. е. обіймав посаду міського претора, влаштував Аполлонові ігри. Керував обороною проти Секста Помпея і відбив напад Марка Антонія на Сіпонт. Після претури як проконсул вирушив у Трансальпійську Галлію, охоплену заколотами. Успішно придушив заворушення, здійснив експедицію за Рейн, переселив союзних Риму убіїв на лівий берег річки. Октавіан надав за це Агріппі право на тріумф, однак той відмовився його святкувати.
У 37 до н. е. його обрано консулом. Більшу частину року присвятив підготовці флоту для боротьби з Секстом Помпеєм: наказав Луцію Кокцею Авкту прокласти тунелі, які зв'язали Неаполь з Путтеолами і Авернське озеро з Кумами, побудував захищену Лукрінську гавань, забезпечив кораблі й навчив їхні команди. У 36 до н. е. керував військовими діями на морі проти Секста Помпея, перемігши при Мілах, що дозволило зайняти північ Сицилії. Згодом здобув вирішальну перемогу при Навлосі, захопивши Мессану. Був нагороджений морським вінком.
У 35—34 до н. е. брав участь в Іллірійській війні, захопив велике місто Метулу, почав кампанію проти далматійців. У 33 до н. е. обіймав посаду курульного едила. За свій рахунок здійснив програму благоустрою Риму: побудував низку нових громадських будівель і акведуків, відремонтував застарілі, очистив міську каналізацію. Водночас влаштував пишні ігри й безкоштовні роздачі. Агріппа забезпечив всім римським жителям безкоштовне відвідування лазень протягом року. Своїм наказом вигнав з міста астрологів і віщунів.
У 32—31 до н. е. командував флотом Октавіана у війні проти Марка Антонія. Навесні 31 до н. е. перебрався до Греції, перервав шляхи постачання Антонія і захопив низку стратегічних пунктів: Метон, Коркіру, Левкаду і Патри. 2 вересня здобув рішучу перемогу над Антонієм при Акції, знищив його флот і змусив капітулювати армію. Після цього на чолі численних ветеранів Агріппа вирушив до Італії, де разом з Меценатом, не займаючи жодної офіційної посади, виконував функції повноважного представника Октавіана, поки той перебував на Сході.

### Подальша діяльність
Взимку 31—30 до н. е. в Італії відбулися серйозні заворушення серед ветеранів, і Агріппа змушений був викликати Октавіана із Самоса. Тоді ж отримав патриціанську гідність за законом Сенія у 29 до н. е.
У 28—27 до н. е. знову обіймав посаду консула. У 28 до н. е. спільно з Октавіаном здійснив ценз, влаштував ігри на честь перемоги при Акції. Тоді ж одружився другим шлюбом з небогою Октавіана.
У 27 до н. е. почав будівництво гаваней для римського флоту в Мізені та Равенні.
Після від'їзду Августа з Риму керував державою спочатку як консул, потім як приватна особа, користуючись впливом і авторитетом другої людини в державі.
У 26 до н. е. закінчив будівництво септи Юлія, розпочате ще Гаєм Юлієм Цезарем, в 25 до н. е. — базиліку Нептуна і портик аргонавтів, храму Доброго Виходу і Пантеону, розпочав терми Агріппи.
У 23 до н. е., під час тяжкої хвороби, Август передав Агріппі свою особисту печатку.
Пізніше в цьому ж році Агріппа був призначений намісником всіх східних провінцій з надзвичайним імперієм. Перебуваючи в Мітилені, Агріппа підтвердив владу юдейського царя Ірода над м. Гадара. У 22 до н. е. відвідав Грецію.
У 21 до н. е., коли Август перебував на Сицилії, в Римі виникли заворушення, пов'язані з консульськими виборами. Зважаючи на це Октавіан викликав Агріппу і доручив йому управління Римом і західними провінціями, тоді як сам вирішив вирушити на Схід. Водночас Агріппа розлучився і одружився з Юлією, донькою Августа. Прибувши до Риму, він приборкав безлад і виселив з міста єгипетських жерців. Влітку того ж року вирушив до Трансальпійської Галлії, там припинив чвари між галльськими племенами і убезпечив провінцію від германських нападів. При цьому побудував чотири дороги з Лугдуна: на захід до Атлантики, на північний схід до Рейну, на північний захід до Белгіки і на південь до Нарбонської Галлії.
У 19 до н. е. виїхав до Іспанії у зв'язку з війною з кантабрами, яка поновилася. Після кількох поразок, які спричинили значні втрати, Агріппа нарешті домігся вирішального успіху, знищивши майже всіх кантабрів, здатних носити зброю. Тих, які залишилися в живих, роззброїв і переселив на рівнину. На прохання Августа Агріппі було надано тріумф, але той відмовився його святкувати. Повернувся до Риму на початку 18 року до н. е. Тут розпочав зведення Дірібіторія.
Імперій Агріппи був продовжений ще на 5 років і поширений на всю територію країни. Водночас йому були надані трибунські повноваження. На підставі продовженого імперія, Агріппа спільно з Августом здійснив у 18 році до н. е. перегляд списку сенату. Під час своєї каденції провів Секулярні ігри. Потім вирушив на Схід, відвідав Грецію і Херсонес Фракійский. Тут доручив понтійському цареві Полемону I відновити порядок у Боспорі, де почалися династичні чвари. З Херсонеса переправився до Малої Азії, де повернув свободу місту Кізіку. У Сирії заснував колонію ветеранів у Беріті і розширив територію Антіохії, а також на запрошення царя Ірода відвідав Юдею.
У 14 до н. е. змушений особисто втрутитися у справи Боспору, з огляду на те, що цар Полемон не справлявся з безладом. Агріппа приїхав до Сінопа, маючи намір вести військові дії проти боспорців, проте ті склали зброю і підкорилися Полемону. Після цього разом з царем Іродом Агріппа об'їхав усю Малу Азію, відвідав острови Самос і Лесбос; розглянув скаргу іонійських юдеїв на греків і ухвалив рішення на користь юдеїв.
У 13 до н. е. повернувся до Риму, де його імперій і трибунська влада були продовжені ще на 5 років. Наприкінці 13 року до н. е. вирушив до Паннонії, де назрівало повстання. Дізнавшись про наближення Агріппи, паннонці налякалися і підкорилися. На зворотному шляху, проїжджаючи через Кампанію, Агріппа захворів і помер. Був похований у мавзолеї Октавіана Августа.

## Творчість, наука і архітектура

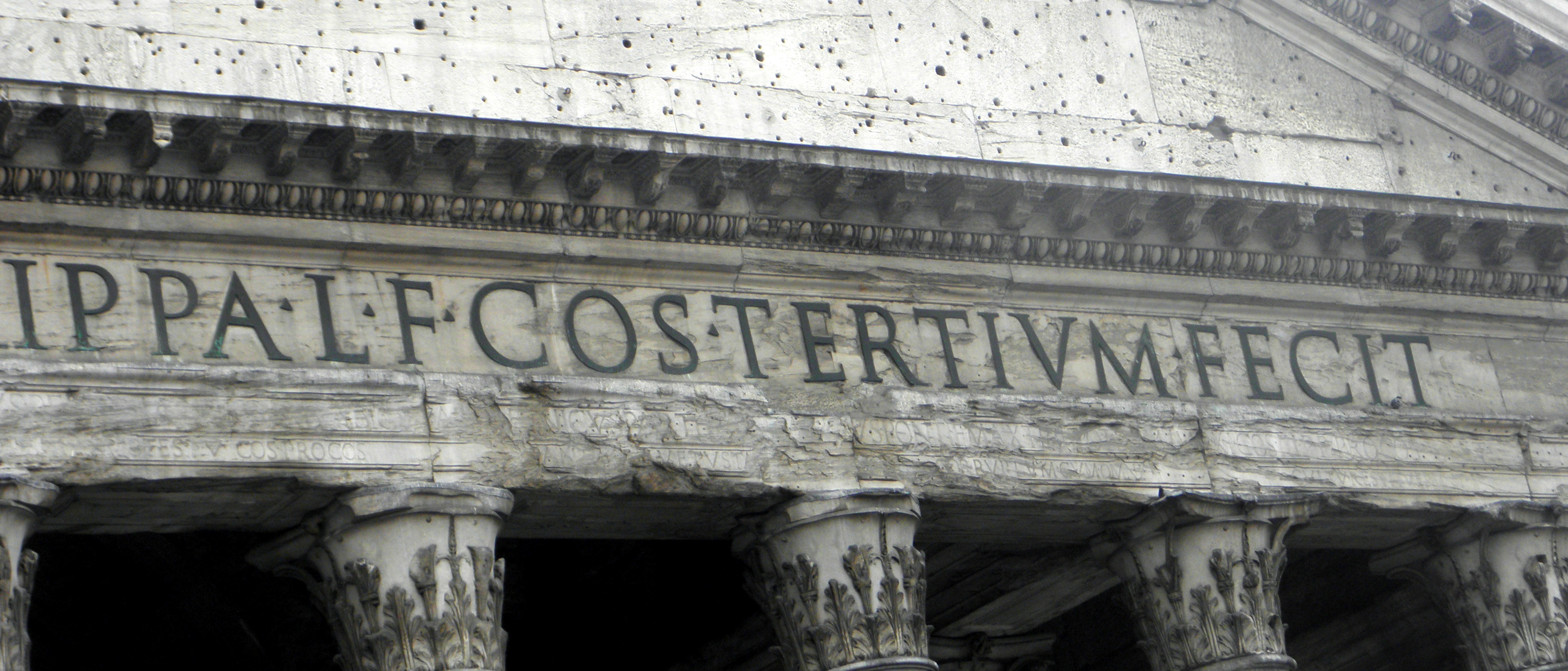
Напис на фронтоні «М. Агріппа спорудив це». (Пантеон)

Написав дві праці. Перша — історична «Про моє життя». У ній описав події часів громадянської війни між Октавіаном і Антонієм та перші роки Римської імперії. Іншою працею Агріппи була «Про водопроводи у Римі». У ній надана характеристика, історія побудови та особливості римських водопроводів, якими він займався, коли обіймав посаду курульного едила у 33 р. до н. е.
Брав участь у складанні однієї з перших географічних карт Римської держави, яка була за наказом Октавіана висічена в мармурі. Копія цієї карти була виставлена на портику Віпсанії в Римі, який був побудований його сестрою Поллою і Октавіаном.
Брав активну участь у будівництві Пантеону у Римі, який був зведений в пам'ять про битву на мисі Акцій. І, хоча та будівля була знищена вогнем у 80 році, на новому Пантеоні, який був зведений імператором Адріаном на тому ж місці, на фронтоні був висічений напис «M·AGRIPPA·L·F·COS·TERTIVM·FECIT», який в перекладі означає «Марк Агріппа, син Луція, обраний консулом втретє, спорудив це».
Саме завдячуючи будівельній діяльності Марка Агріппи Октавіан Август міг похвалитися: «Я прийняв Рим цегляним, а залишаю мармуровим».

## Родина
1. Дружина — Цецилія Помпонія Аттіка
Діти:
- Віпсанія Агріппіна (33 рік до н. е. — 20 рік н. е.) — перша дружина майбутнього імператора Тиберія, розлучена з ним за наказом Октавіана.

- Марк Віпсаній Агріппа
- Віпсанія Молодша

2. Дружина — Клавдія Марцелла Старша
Діти:
- Віпсанія
- Віпсанія Марцелла

3. Дружина — Юлія Старша
Діти:
- Гай Юлій Цезар Віпсаніан (20 рік до н. е. — 4 рік н. е.) Усиновлений Октавіаном. Консул 1 року н. е. Помер від поранення, що отримав у поході проти парфян.
- Віпсанія Юлія (19 до н. е. — 28) — римська матрона, викрита в перелюбстві і заслана на о. Трімер, де і померла.
- Луцій Юлій Цезар Віпсаніан (17 рік до н. е. — 2 рік н. е.) — усиновлений Октавіаном. Легат 2 року.
- Агрипіна Старша (14 до н. е. — 33 н. е..) — видатна римська матрона, дружина Германіка.
- Марк Віпсаній Агріппа Постум (12 рік до н. е. — 14 рік н. е.) — усиновлений Октавіаном, але потім Август зрікся Агріппи і відправив його у заслання, де він був убитий.